# Armand Ryfiński
Armand Kamil Ryfiński (ur. 29 listopada 1974 w Warszawie) – polski przedsiębiorca i polityk, z wykształcenia ekonomista, poseł na Sejm VII kadencji.

## Życiorys
W 1999 ukończył studia na Wydziale Technicznej i Ekonomicznej Diagnostyki Ubezpieczeniowej Wyższej Szkoły Ubezpieczeń i Bankowości. Od 1998 prowadził własną działalności gospodarczą, m.in. w dziedzinie technicznej i ekonomicznej diagnostyki ryzyka.
Początkowo związany z RACJĄ Polskiej Lewicy, z ramienia której bez powodzenia kandydował do Rady m.st. Warszawy w wyborach samorządowych w 2010. Następnie został prezesem zarządu Stowarzyszenia Ruch Poparcia Palikota oraz przystąpił do Ruchu Palikota. W wyborach parlamentarnych w 2011 kandydował z 1. miejsca na liście tej partii w okręgu wyborczym nr 17 w Radomiu. Uzyskał mandat poselski, otrzymując 7812 głosów.
W październiku 2013, w wyniku przekształcenia Ruchu Palikota, został działaczem partii Twój Ruch. W wyborach do Parlamentu Europejskiego w maju 2014 bezskutecznie ubiegał się o mandat w okręgu Warszawa II z ramienia Europy Plus Twój Ruch, uzyskując 1053 głosy. We wrześniu tego samego roku wraz z grupą posłów opuścił TR, a w następnym miesiącu współtworzył koło poselskie Bezpieczeństwo i Gospodarka. W wyborach samorządowych w listopadzie 2014 kandydował na stanowisko prezydenta Częstochowy z ramienia komitetu Wolne Miasto Częstochowa, zajmując 7. (ostatnie) miejsce z wynikiem 607 głosów. W lutym 2015, w wyniku rozpadu koła BiG, został posłem niezrzeszonym. 
Był kilkakrotnie karany naganami i upomnieniami przez Komisję Etyki Poselskiej za naruszenie art. 5 (zasada rzetelności), art. 6 (zasada dbałości o dobre imię Sejmu) oraz art. 7 (zasada odpowiedzialności) Zasad Etyki Poselskiej.
W wyborach w 2015 nie ubiegał się o poselską reelekcję. 